# Уокер, Декстер
Декстер Уокер (англ. Dexter Walker; 21 марта 1971) — футболист, выступавший за сборную Сент-Винсента и Гренадин. Участник Золотого кубка КОНКАКАФ 1996.

## Карьера в сборной
В 1995 году в составе сборной Сент-Винсента и Гренадин был участником Карибского кубка, сыграл в финальном матче против сборной Тринидада и Тобаго (0:5). В следующем году попал в заявку сборной на Золотой кубок КОНКАКАФ 1996, где сыграл в обоих матчах группового этапа против Мексики (0:5) и Гватемалы (0:3) и занял с командой последнее место в группе. В дальнейшем продолжал выступать за сборную, принимал участие в отборочных турнирах к чемпионату мира 1998 и чемпионату мира 2002, а также в финальной стадии Карибского кубка 2007. В общей сложности провёл за сборную не менее 25 матчей.